# Wake Me Up When September Ends
Wake Me Up When September Ends ist ein Lied der US-amerikanischen Rockband Green Day aus dem Jahr 2004.

## Entstehung und Veröffentlichung
Geschrieben, komponiert und produziert wurde das Lied von allen Green-Day-Mitgliedern. Bei der Produktion wurde die Band von Rob Cavallo unterstützt. Frontmann Billie Joe Armstrong verarbeitet darin den Tod seines Vaters im September 1982.
Die Erstveröffentlichung von Wake Me Up When September Ends erfolgte als Teil von Green Days siebtem Studioalbum American Idiot am 17. September 2004. Am 13. Juni 2005 erschien es erstmals als Single aus dem Album.

## Musikvideo
Das dazugehörige Musikvideo entstand unter der Regie von Samuel Bayer sowie Michael Perlmutter. Es wurde in Los Angeles gedreht und feierte seine Premiere im Mai 2005. Dieses orientiert sich nur entfernt am Liedtext. Es handelt von einem jungen Paar, welches von den Schauspielern Evan Rachel Wood und Jamie Bell gespielt wird, das durch die Einberufung des Jungen in die Armee getrennt wird. Das Ende der Handlung bleibt jedoch offen. Zwar sieht man den jungen Mann im Krieg kämpfen, wobei er auch in ein Gefecht verwickelt wird, doch man erfährt nichts über sein weiteres Schicksal und das seiner Freundin, die auf ihn wartet. Das Video existiert in zwei Versionen, einer etwas längeren mit gesprochenen Dialogen, wofür die Musik unterbrochen wird, und einer gekürzten ohne.
Bis August 2023 zählte das Musikvideo über 210 Millionen Aufrufe bei YouTube.

## Kommerzieller Erfolg

### Chartplatzierungen
| ChartsChartplatzierungen       | Höchstplatzierung | Wochen |
| ------------------------------ | ----------------- | ------ |
| Deutschland (GfK)              | 22 (18 Wo.)       | 18     |
| Österreich (Ö3)                | 15 (26 Wo.)       | 26     |
| Schweiz (IFPI)                 | 22 (21 Wo.)       | 21     |
| Vereinigte Staaten (Billboard) | 6 (12 Wo.)        | 12     |
| Vereinigtes Königreich (OCC)   | 8 (32 Wo.)        | 32     |

| ChartsJahrescharts (2005)      | Platzierung |
| ------------------------------ | ----------- |
| Österreich (Ö3)                | 72          |
| Vereinigte Staaten (Billboard) | 46          |
| Vereinigtes Königreich (OCC)   | 53          |

### Auszeichnungen für Musikverkäufe
| Land/Region                  | Auszeichnungen für Musikverkäufe (Land/Region, Auszeichnung, Verkäufe) | Verkäufe  |
| ---------------------------- | ---------------------------------------------------------------------- | --------- |
| Dänemark (IFPI)              | Gold                                                                   | 4.000     |
| Italien (FIMI)               | Platin                                                                 | 50.000    |
| Kanada (MC)                  | 4× Platin                                                              | 320.000   |
| Neuseeland (RMNZ)            | 2× Platin                                                              | 60.000    |
| Spanien (Promusicae)         | Gold                                                                   | 30.000    |
| Vereinigte Staaten (RIAA)    | Platin                                                                 | 1.000.000 |
| Vereinigtes Königreich (BPI) | 2× Platin                                                              | 1.200.000 |
| Insgesamt                    | 2× Gold · 10× Platin ·                                                 | 2.684.000 |

Hauptartikel: Green Day/Auszeichnungen für Musikverkäufe